# Еротокрит

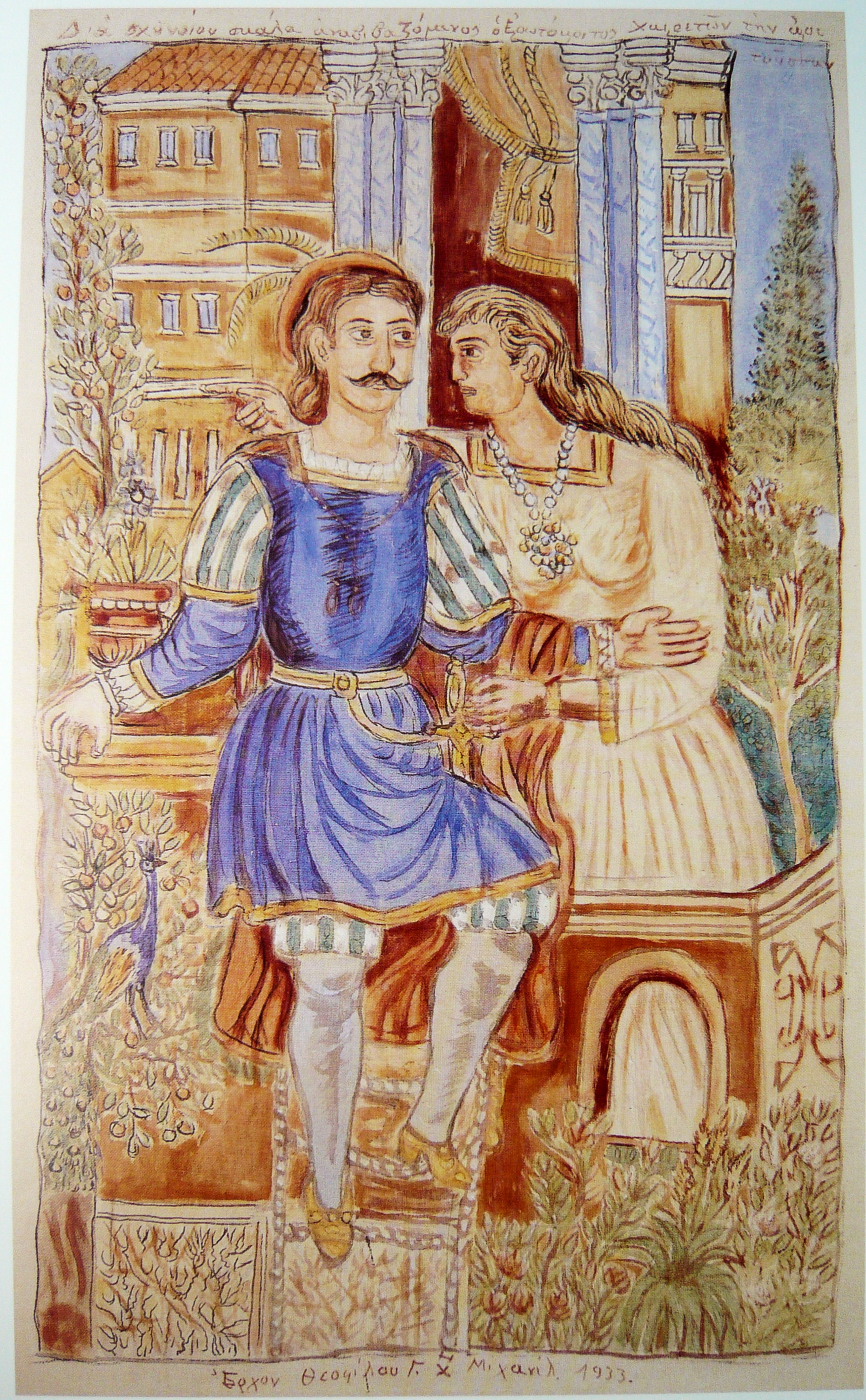
Еротокрітос і Аретуса, картина Теофілоса Хатзіміхаіла

«Еротокрітос» (грец. Ερωτόκριτος) — поема-романс, шедевр грецької літератури доби венеційського панування у середині XVII ст. Написана близько 1640 року грецьким письменником Вінчентзосом Корнаросом в Іракліоні. Перший класичний твір новогрецькою мовою.
Це величезна поема з 10 тисяч римованих п'ятнадцатискладів, відомих також як політична строфа. У ній поєднуються жанрові ознаки як лицарського роману, так і народного епосу.

## Історія
Першоосновою для «Еротокрітоса» Корнароса слугував французький роман «Паріс і В'єнн» авторства П'єра де ла Сіпеда, відомий в Європі з 1482 року. Події роману Корнарос передав у вільній формі, а головне — живою народною мовою східного Криту, на рівній і плавній дімотиці. Завдяки цьому ім'я Вінчентзоса Корнароса неодмінно згадується серед найвизначніших грецьких національних літераторів.
Від первісного роману «Парис і В'єнн» Вінчентзос Корнарос лишив тільки сюжет. Перероблювання виконане з урахуванням національних традицій та особливостей грецької народної мови. Вже сучасники захоплювались Еротокрітосом, оскільки бачили в його рядках віддзеркалення своєї етнічної самобутності. Донині поема не стратила особливого національного звучання, а деякі її фрагменти вважаються майже народними і часто виконуються під час національних свят.
Вперше поема видана 1713 року у Венеції, друге видання відбулось 1763 року в Іракліоні. В усній формі, значно скороченій, поема збеігалась до 20 століття, між тим у 19 столітті «Еротокрітос» слугував джерелом натхнення для Діонісіоса Соломоса і справив значний вплив на таких грецьких поетів, як Костіс Паламас, Костас Крісталліс, Йоргос Сеферіс.
Нині поема неодноразово перевидана, за її мотивами створюються нові літературні та музичні твори. У грецьких театрах створені драматичні постановки «Еротокрітоса». Її вірші, покладені на музику, особливо популярні у виконанні Нікоса Ксілуріса та Васіліса Папаконстантіну.
1978 року ЮНЕСКО ухвалила рішення включити «Еротокрітос» до переліку 300 шедеврів світової культури. В Іракліоні, де поема була написана, головним героям Еротокрітосу та Аретусі встановлено пам'ятник.
Попри велику популярність поеми в Греції, її перекладено лише чотирма мовами: французькою, англійською, італійською та українською.

## Сюжет
Дія поеми відбувається в Афінах, де править цар Іраклій. Вищою моральною цінністю в «Еротокрітосі» виступають згідно з літературними смаками доби любов, не містична, а людська, земна любов царівни Аретуси, дочки афінського царя, і сина радника Еротокрітоса, або Еротокріта. Це прекрасне, піднесене, оновлююче людину почуття, як і у французькому джерелі.
Не маючи надії на взаємність Аретуси, Еротокріт не зізнається їй у власних почуттях. Під покривом ночі він співає Аретусі серенади, і дівчина закохується у невідомого співака. Розгніваний Іраклій бажає вбити Еротокрітоса і віддає відповідний наказ своїм солдатам. Еротокріт долає надісланий царем загін і тікає з Афін, сподіваючись забути і своє кохання.
Аретуса дізнається, хто був тим таємничим співцем, вона у розпачі. Аби розважити дочку, Іраклій влаштовує лицарський турнір. Еротокрітос інкогніто бере у ньому участь і здобуває блискучу перемогу. Цар знову гнівається і висилає юнака з міста. Водночас до Аретуси починає залицятись візантійський імператор, царівна відмовляє йому, за що батько ув'язнює її в одній із башт палацу.
Минає 3 роки, і Афіни опиняються в облозі ворога. Еротокріт повертається на батьківщину, знову інкогніто, і героїчно перемагає ворога. Щасливий цар готовий віддати руку доньки переможцю, але Аретуса не змогла одразу впізнати коханого. Зрештою, пара порозумілась і їхнє кохання перемагає. Еротокрітос одружується з Аретусою.

### Сюжетні особливості
Сюжетні розбіжності між літературним прототипом і «Еротокрітосом» свідчать про кардинальні розбіжності у системі етичних цінностей середньовічних критян і французів. На відміну від першоджерела, Аретуса не тікає із коханим Еротокрітосом від розгніваного батька. Вона залишається у рідній домівці, смиренно сподіваючись на розв'язання ситуації. Так само й Еротокрітос перемагає ворога, який загрожує Афінській державі, а отже й персонально царю, батькові Аретуси, не хитрістю, а в чесному двобої.
Ще одна відмінність — тісніша спорідненість із народним епосом, фольклорною традицією, аніж у французького роману. Подібно до головного героя візантійської поеми «Дігеніс Акрітас», Еротокрітос не знає поразок. Імовірно, в цьому причина захоплення Еротокрітосом в Новий час, коли греки бачили в ньому символ своєї батьківщини Греції, яка не бажала скоритись Османській імперії, можливо, майбутнього месника.
Особливу увагу дослідників привертають непоодинокі, детально виписані сцени побутового життя на Криті доби Венеційської Республіки.

## Видання українською мовою
Еротокрит: поема/ переклад з грецької Василь Степаненко. Київ, "Веселка", 2016
До цього був лише фрагментарний переклад поеми на українську мову, виконаний Василем Степаненком.